# La cárcel de Cananea
La cárcel de Cananea és una pel·lícula de western mexicana dirigida per Gilberto Gazcón el 1960 i protagonitzada per Pedro Armendáriz. Va participar en la secció oficial del Festival Internacional de Cinema de Sant Sebastià 1961.

## Argument
Pedro és un gendarme federal que segueix el rastre d'un criminal jove, Ramón. Però després que el captura, en el viatge de tornada els dos homes comencen apreciar-se, mentre que tots dos contemplen la presó que espera al final del seu viatge.

## Repartiment
- Pedro Armendáriz... Pedro
- Agustín de Anda... Ramón
- Sonia Furió... Rebeca
- Tere Velázquez... Margarita
- Andrés Soler ... Don Domingo
- Carlos López Moctezuma ... Don Juan
- Félix González ... Rosendo
- José Chávez Trowe ... Camperol